# 越溪街道
越溪街道，是中华人民共和国江苏省苏州市吴中区下辖的一个乡镇级行政单位。毗邻横泾街道等。
2018年11月，越溪街道行政区划调整，部分区域划出组建新的太湖街道。

## 行政区划
越溪街道下辖以下地区：
龙翔社区、珠村社区、溪上社区、莫舍社区、吴山社区、木林社区、溪江社区、教育园社区、张桥村和旺山村。